# Голобородьковский сельский совет (Карловский район)
Голобородьковский сельский совет (укр. Голобородьківська сільська рада) — входит в состав
Карловского района
Полтавской области
Украины.
Административный центр сельского совета находится в 
пос. Голобородьковское.

## Населённые пункты совета
- пос. Голобородьковское
- пос. Михайловское
- пос. Тагамлыкское